# Emesis liodes
Emesis liodes is een vlindersoort uit de familie van de prachtvlinders (Riodinidae), onderfamilie Riodininae.
Emesis liodes werd in 1886 beschreven door Godman & Salvin.